# Carl Van Vechten
Carl Van Vechten (Cedar Rapids, Iowa, 1880. június 17. – New York, 1964. december 21.) amerikai író és fényképész. Karrierje során több mint 15 000 fotót készített, mellyel korának művészeti életét dokumentálta. Biztos anyagi háttere folytán nem állt érdekében a kereskedelmi siker hajszolása. Mivel a fotóművészet komolyabb piaca csak Van Vechten halála után alakult ki, így élete során saját érdeklődése és esztétikai elvei alapján végezhette munkáját.

## Élete
Carl Van Vechten a bankár Charles Vechten és Ada Van Vechten gyermekeként született az iowai Cedar Rapidsban. Iskoláit a Washington High Schoolban és a Chicagói Egyetemen végezte. 1906-ban költözött New Yorkba, ahol zenei kritikusként dolgozott a The New York Timesnak. Az opera iránti érdeklődése révén 1907-ben Európába utazott, hogy jobban megismerje a műfajt. Angliai tartózkodás során vette feleségül Anna Snydert. 1909-ben visszatérve a New York Timeshoz ő lett a modern tánc első amerikai kritikusa. Ekkoriban tartotta előadásait New Yorkban Isadora Duncan, Anna Pavlova és Loïe Fuller. 1912-ben házassága válással végződött Anna Snyderrel. 1914-ben feleségül vette a színésznő Fania Marinoffot.
1913-ban ismerkedett meg Mabel Dodge Luhan gazdag amerikai mecénással és rajta keresztül Alfred Stieglitz-cel, Emma Goldmannal és Gertrude Steinnel, akivel annak haláláig leveleztek és aki halála előtt mint irodalmi hagyatékának örökösét nevezte meg. Van Vechten segített abban, hogy Stein még kiadatlan írásai megjelenhessenek nyomtatásban.
1915 és 1920 között megjelent néhány esszékötete különféle témákról mint a zene és az irodalom. Az 1920-as években az irodalom felé fordult és 1922–1930 között a Knopf adta ki hét regényét, melyek kritikai és anyagi sikert is jelentettek írójuknak. Ebben az időben kezdett érdeklődni Van Vechten az amerikai, ezen belül kimondottan a New York-i afroamerikai kultúra, illetve írók és művészek iránt. Nem csak ismerte, de támogatta is a harlemi reneszánsz legismertebb figuráit, köztük Langston Hughest, Ethel Waterst, Richard Wrightot és Wallace Thurmant. 1926-ban jelent meg a Néger mennyország című regénye, illetve a Vanity Fair-ben a Negro Blues Singers címmel esszéje. Életrajzírója, Edward White szerint Van Vechten meg volt győződve róla, hogy az afroamerikai kultúra Amerika lényege.
1932-től indult Van Vechten fotós karrierje, akit korábban is érdekelt a fényképezés, de az 1925-ben kiadott új, hordozható Leica kamera és olcsóbb 35 mm-es filmek használata révén vette komolyan a fényképezést. Több ezer fényképet készített mindenféle témában, de kedvenc témája, amely révén ismertté vált, a portréfotó lett. Számos barátját és a művészeti élet ismert alakjait is lefényképezte. Érdeklődése és harlemi barátai révén sok képet készített az ismert afroamerikai emberekről, így dokumentálva a 20. század eleji amerikai történelem mások által figyelmen kívül hagyott és elhanyagolt részeit.

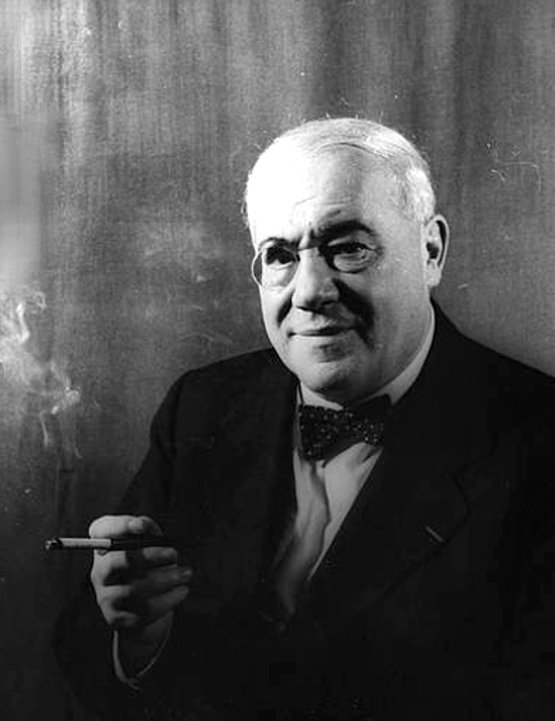
Molnár Ferenc (Fotó: Carl Van Vechten, 1941)

Olyan hírességekről készített portrét, mint Edward Albee, Marian Anderson, Sherwood Anderson, W. H. Auden, Josephine Baker, Leonard Bernstein, Karen Blixen, Marlon Brando, Dave Brubeck, Cab Calloway, Truman Capote, Marc Chagall, Salvador Dalí, Roald Dahl, Theodore Dreiser, William Faulkner, Ella Fitzgerald, F. Scott Fitzgerald, George Gershwin, Dizzy Gillespie, Billie Holiday, Langston Hughes, Lin Jü-tang, Frida Kahlo, Georgia O’Keeffe, Norman Mailer, Man Ray, Thomas Mann, Henri Matisse, W. Somerset Maugham, Henry Miller, Joan Miró, Laurence Olivier, Eugene O’Neill, Diego Rivera, Vincent Sheean, Bessie Smith, Gertrude Stein, Alfred Stieglitz, James Stewart, Sigrid Undset, Gore Vidal, Evelyn Waugh, Orson Welles, Thornton Wilder, Thomas Wolfe, Anna May Wong, Richard Wright és az 1939-ben New Yorkba emigrált Molnár Ferenc.
1961-ben az Amerikai Művészeti Akadémia (American Academy of Arts and Letters) tagjává választották.
84 éves korában, 1964. december 21-én New Yorkban hunyt el.

## Archívumok
A Van Vechten dokumentumok többsége, köztük mintegy 9.000 portré a Beinecke Rare Book and Manuscript Library-ben található a Yale Egyetemen. A Living Portraits: Carl Van Vechten's Color Photographs of African Americans, 1939-1964 gyűjtemény 1.884 színes Kodachrome diát tartalmaz. A Kongresszusi Könyvtár 1966-ban szerezte meg Saul Mauribertől mintegy 1.400 fényképből álló gyűjteményét. Ugyanott található fényképgyűjteménye a Prentiss Taylor gyűjteményben. A Nashville-i Fisk University-nek Van Vechten 1946-ban ajándékozott egy 400 képből álló gyűjteményt hírességekről, művészekről és más ismert emberekről, akiket a stúdiójában vagy a privát életben fényképezett le.

## Művei
- Music After the Great War (1915)
- Music and Bad Manners (1916)
- Interpreters and Interpretations (1917)
- The Merry-Go-Round (1918)
- The Music of Spain (1918)
- In the Garret (1919)
- The Tiger in the House (1920)
- Lords of the Housetops (1921)
- Peter Whiffle: His Life and Works (1922) – Van Vechten első regénye.
- The Blind Bow-Boy (1923)
- The Tattooed Countess (1924)
- Red (1925)
- Firecrackers. A Realistic Novel (1925)
- Excavations (1926)
- Nigger Heaven (1926) – Magyarul: Néger mennyország (ford. Pálóczi Horváth György. Athenaeum, 1934)
- Spider Boy (1928)
- Parties (1930)
- Feathers (1930)
- Sacred and Profane Memories (1932)

## Magyarul
- Néger mennyország; ford. Pálóczi Horváth György; Athenaeum, Bp., 1934

## Galéria

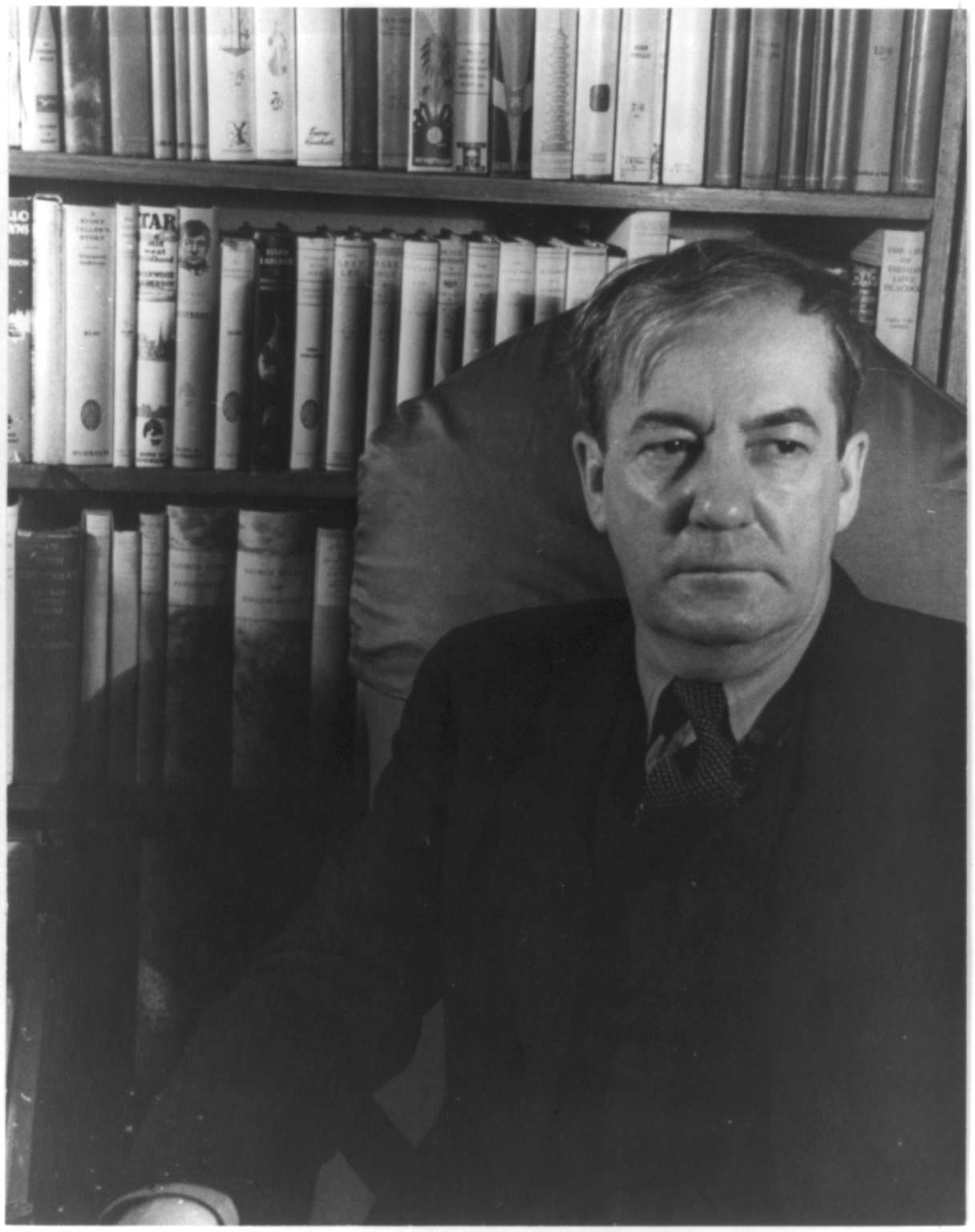
Sherwood Anderson, 1933
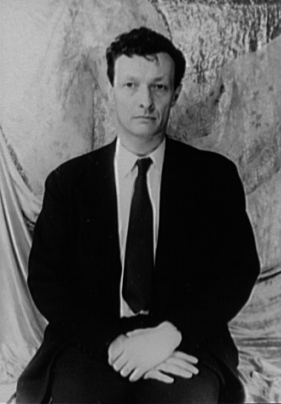
Jean-Louis Barrault, 1952
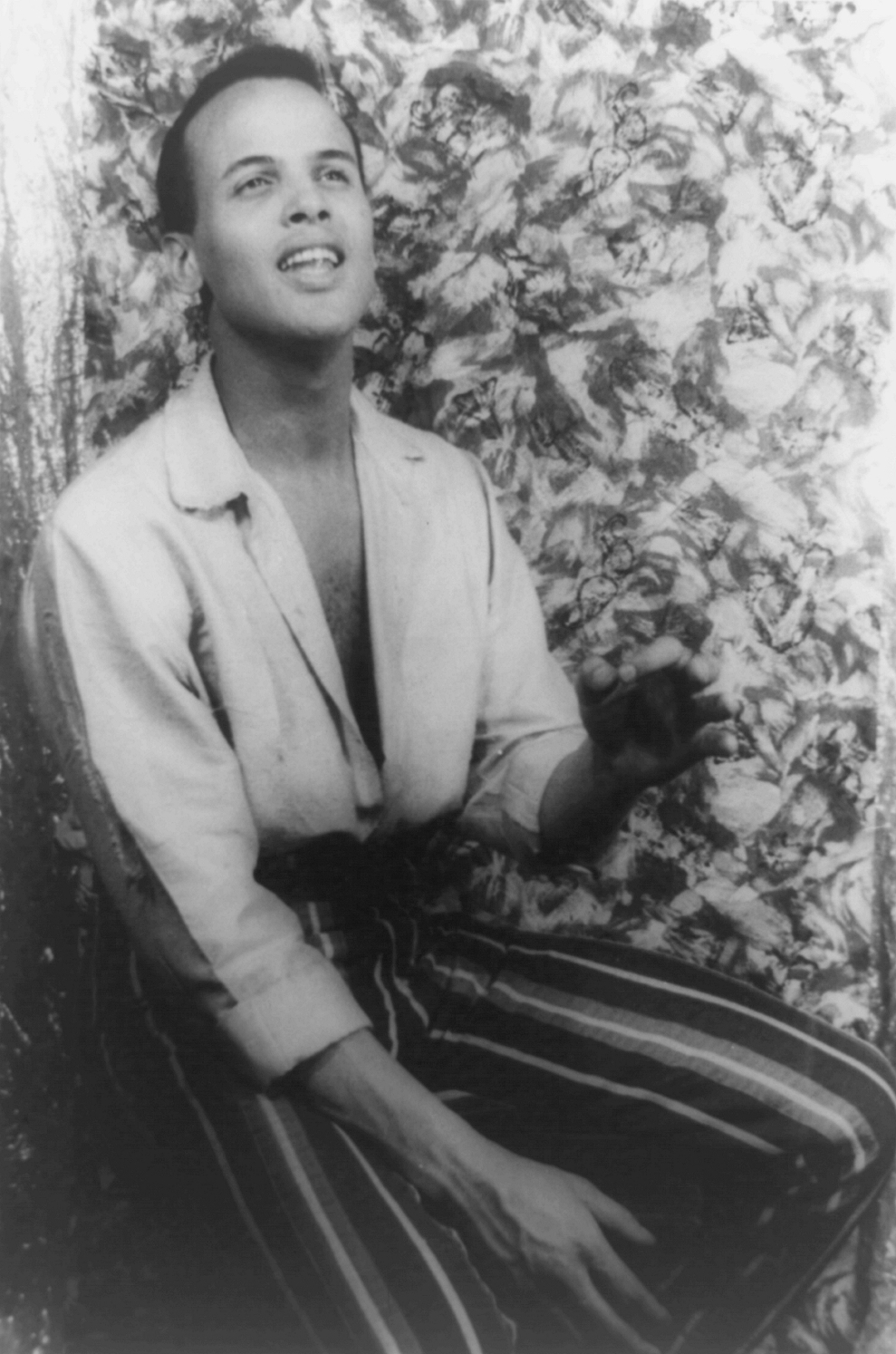
Harry Belafonte, 1954
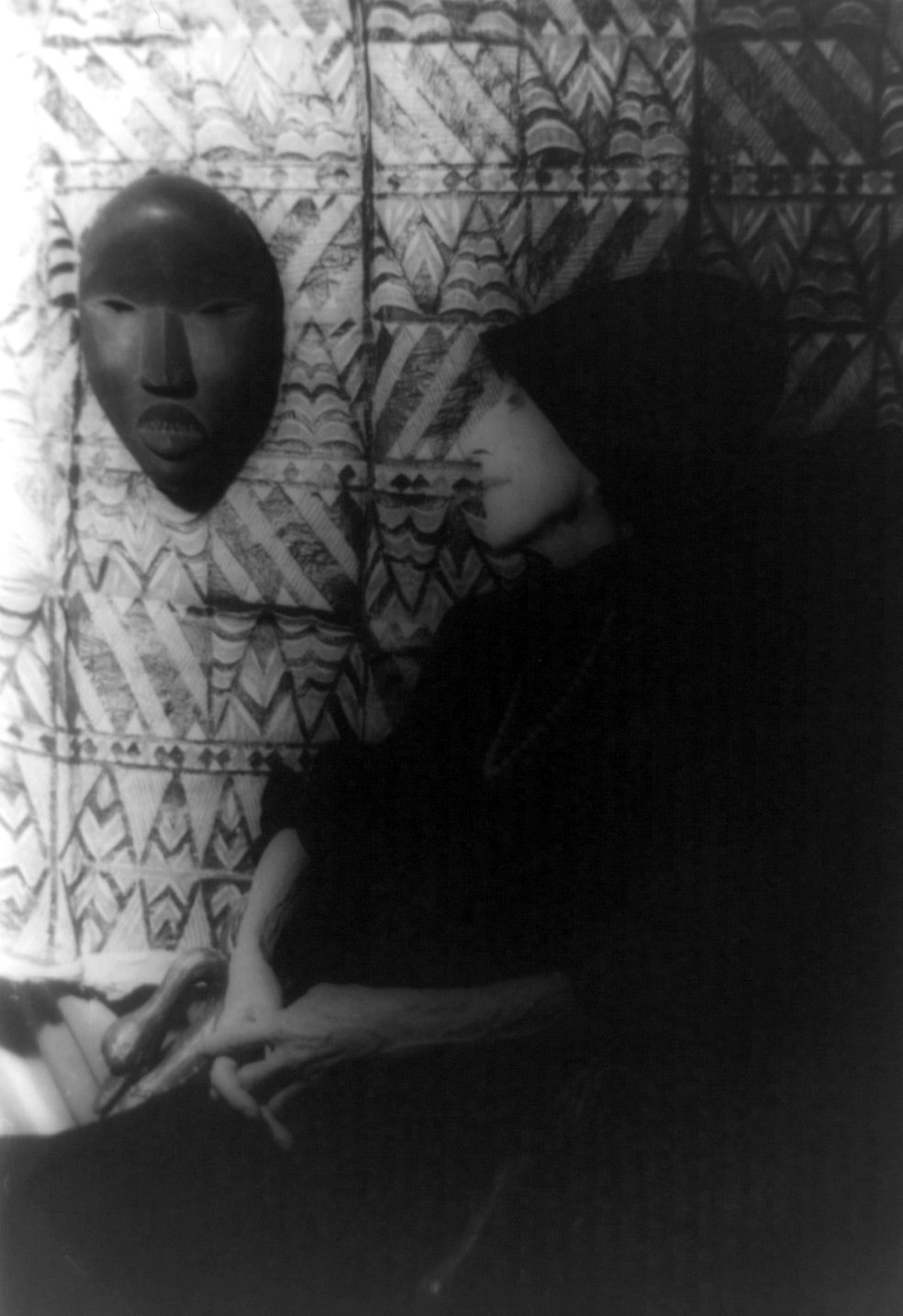
Karen von Blixen-Finecke, 1959
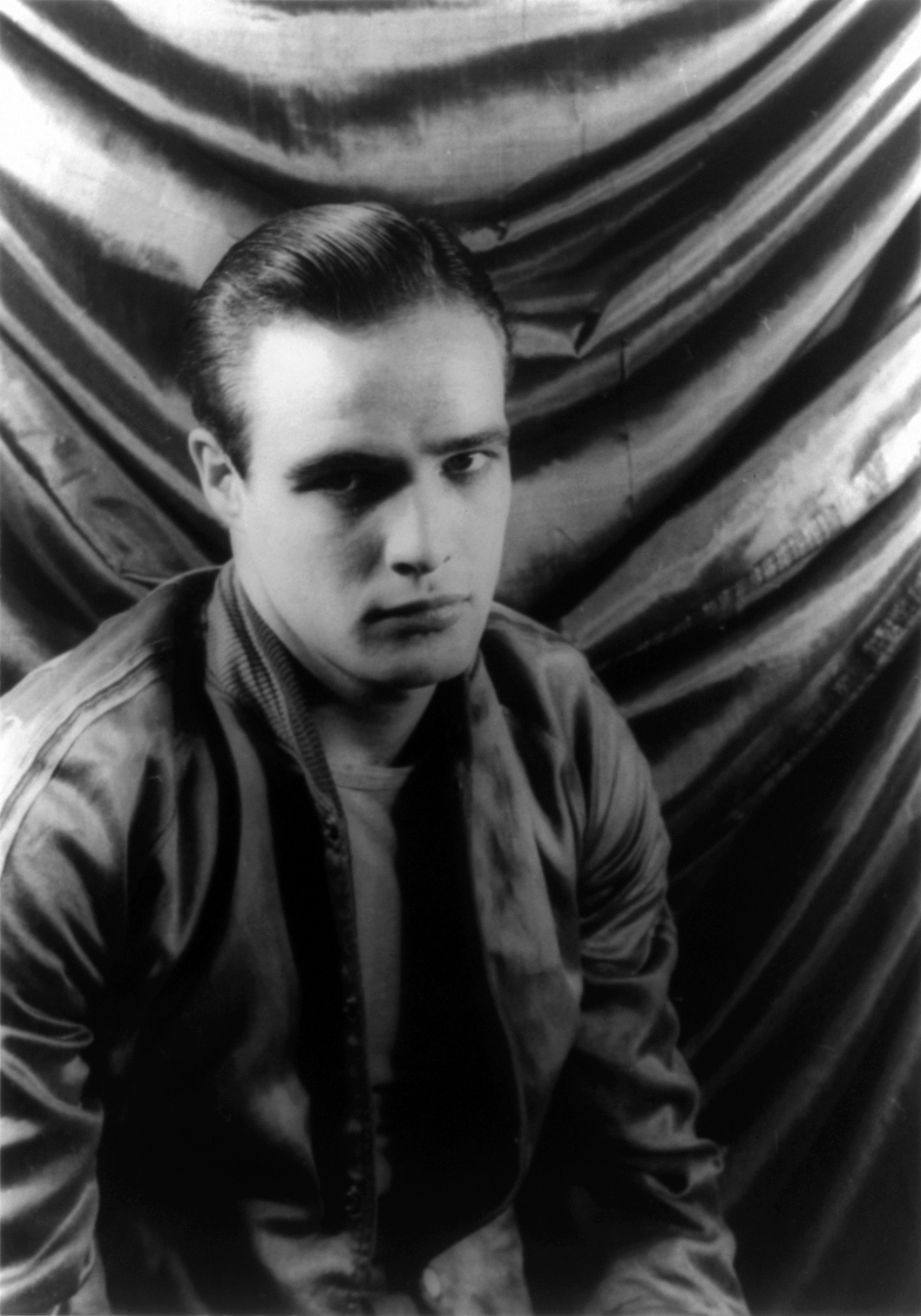
Marlon Brando, 1948
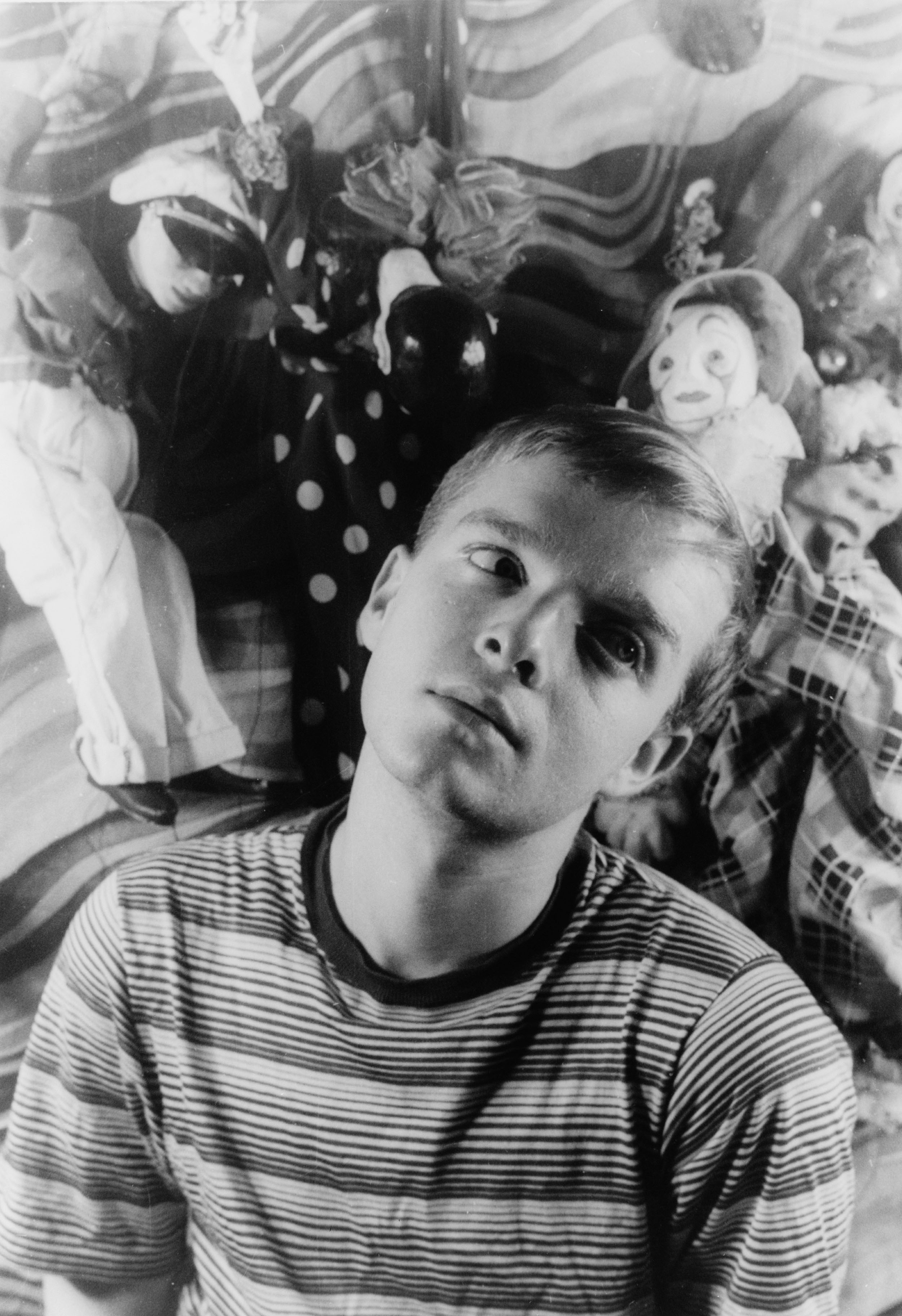
Truman Capote, 1948
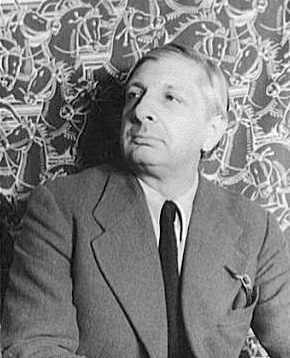
Giorgio de Chirico, 1936
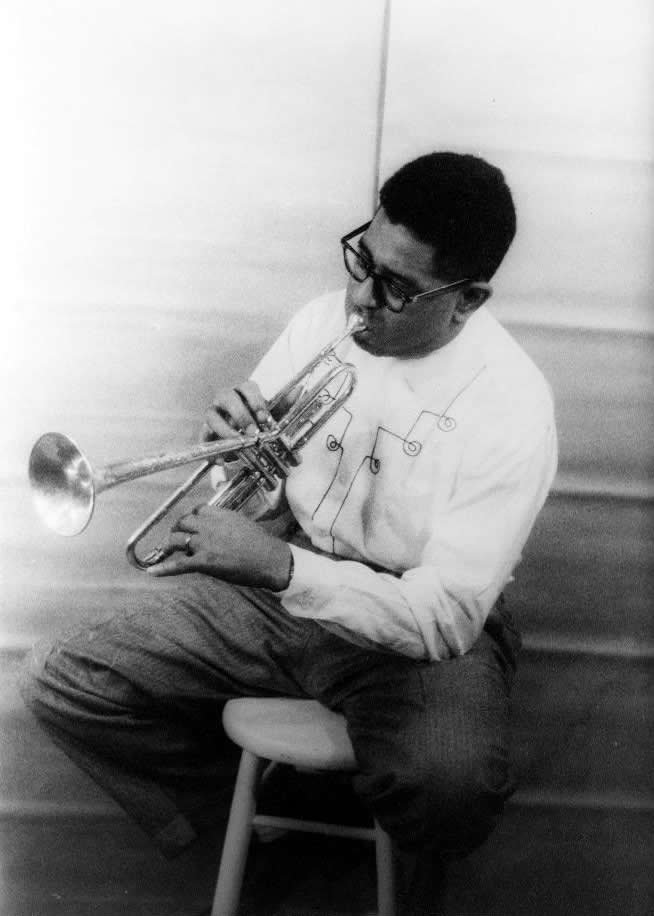
Dizzy Gillespie, 1955
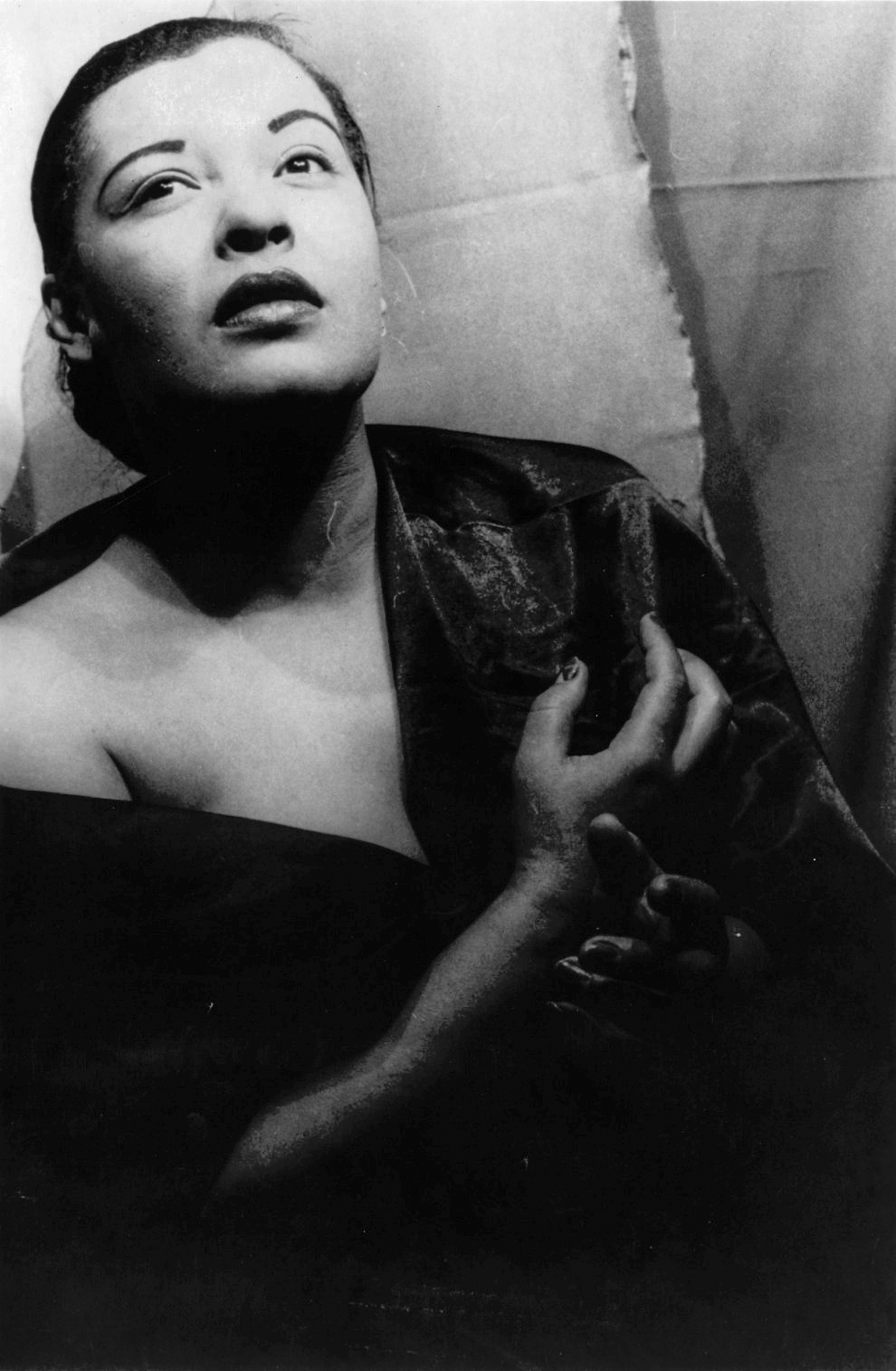
Billie Holiday, 1949
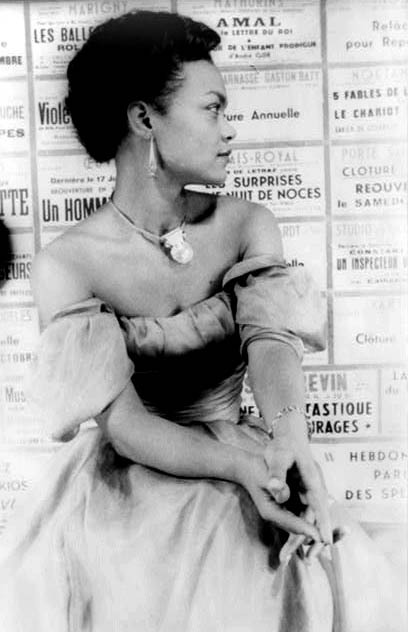
Eartha Kitt, 1952
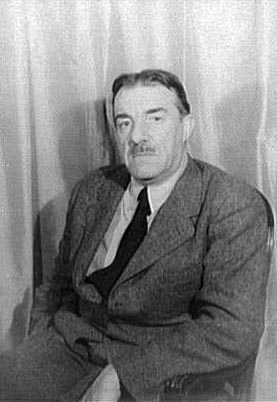
Fernand Léger, 1936
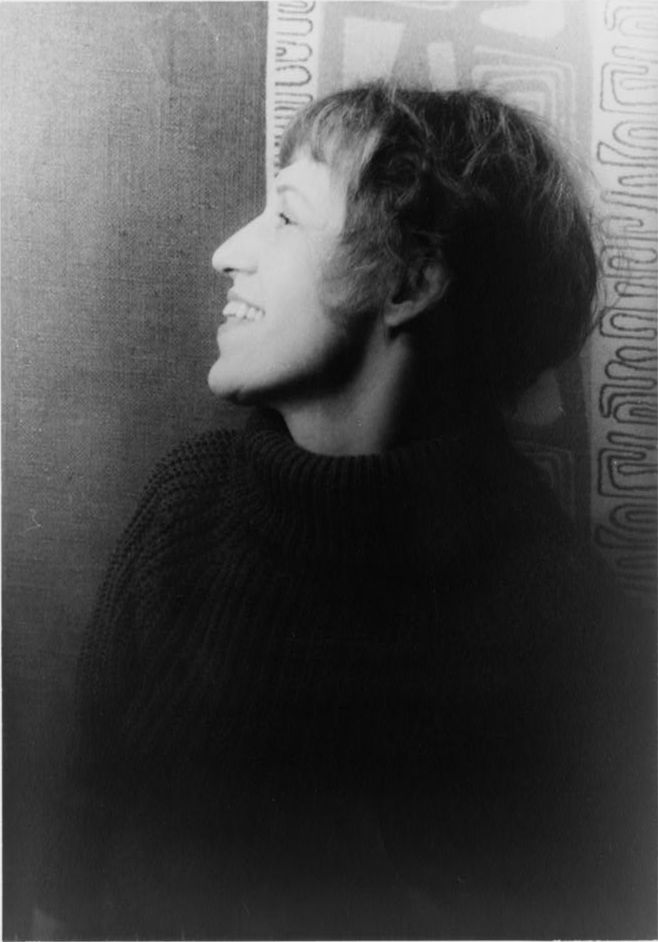
Lotte Lenya, 1962
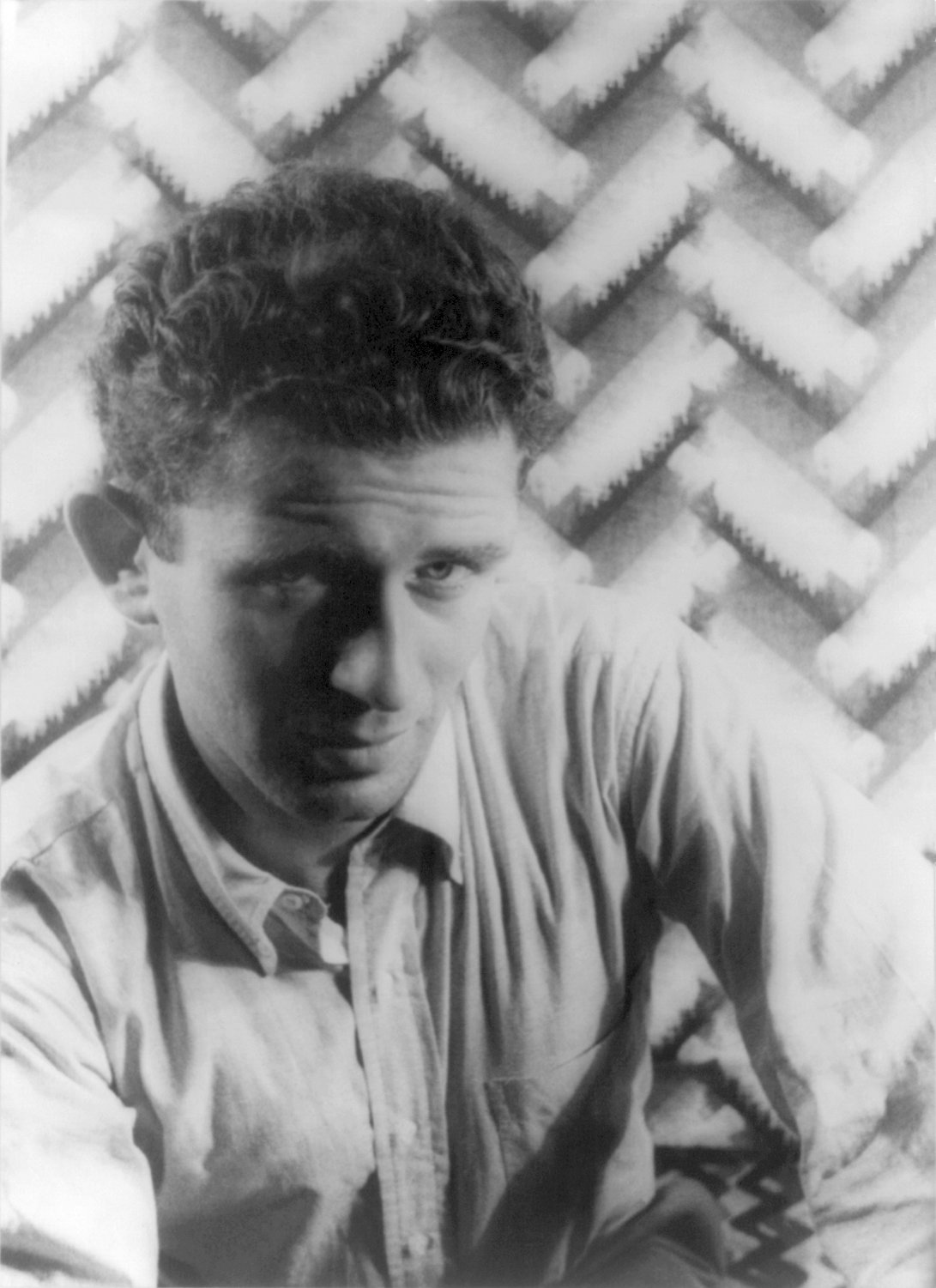
Norman Mailer, 1948
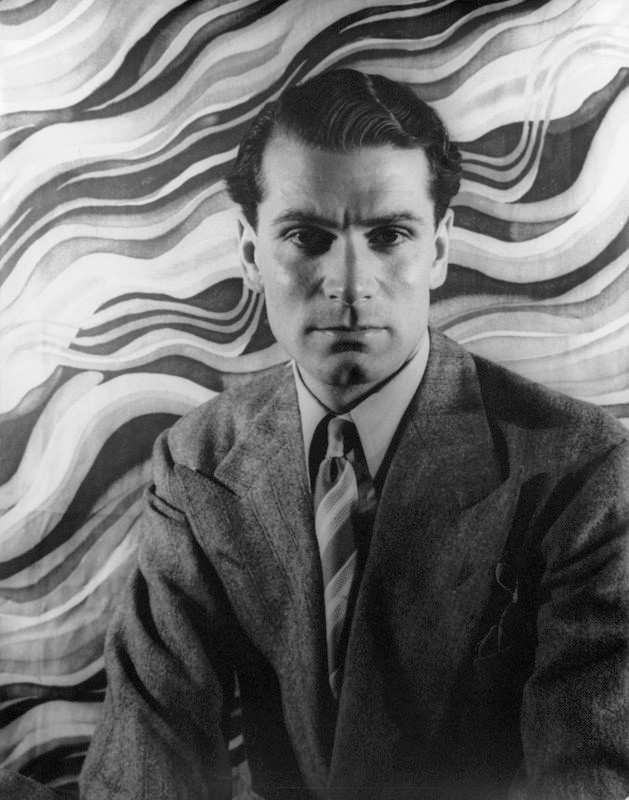
Laurence Olivier, 1939
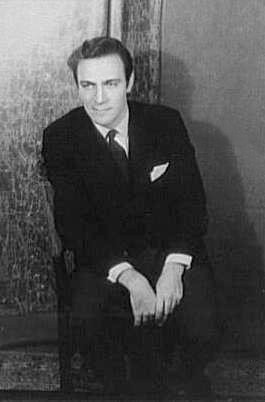
Christopher Plummer, 1959
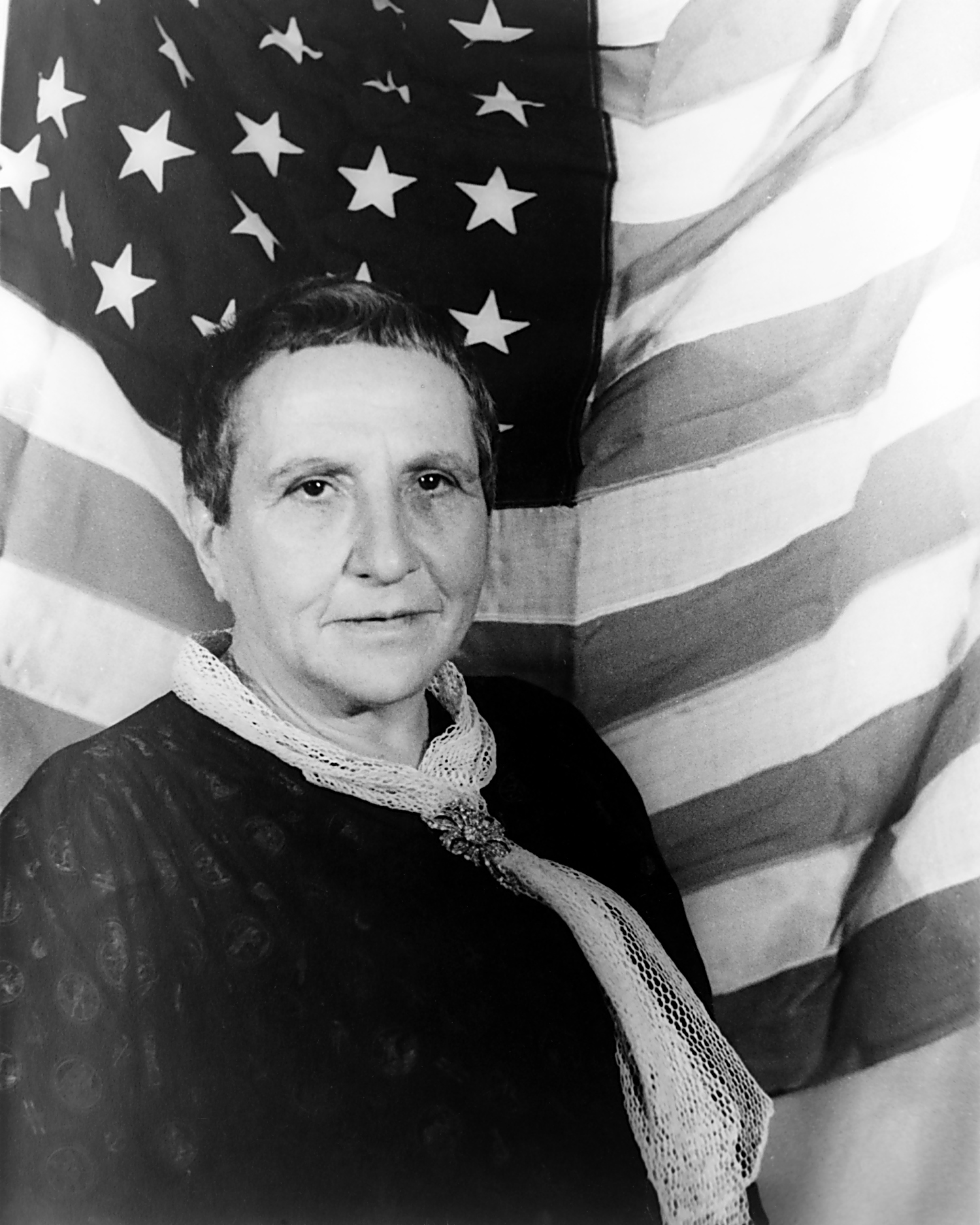
Gertrude Stein, 1935
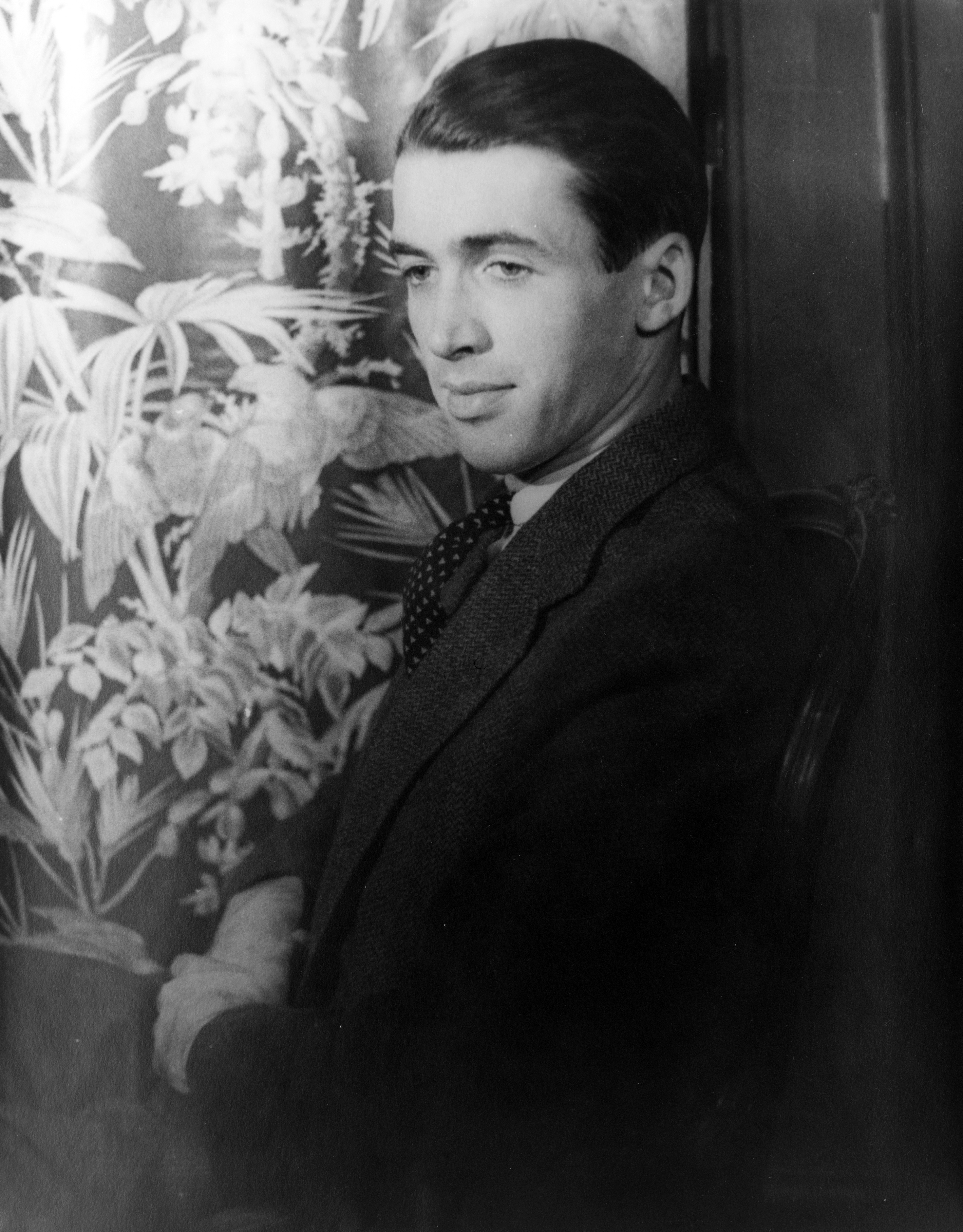
James Stewart, 1934
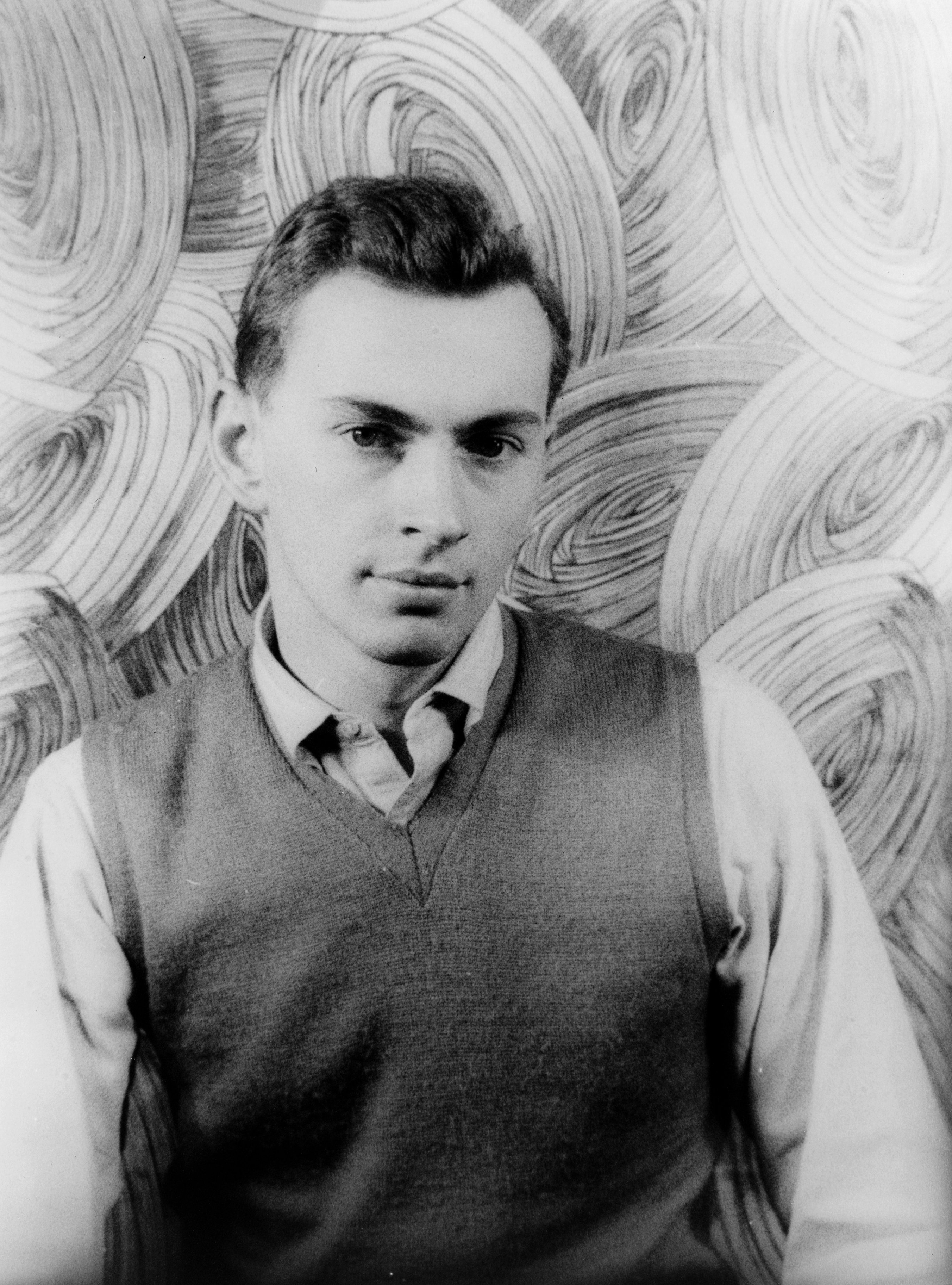
Gore Vidal, 1948
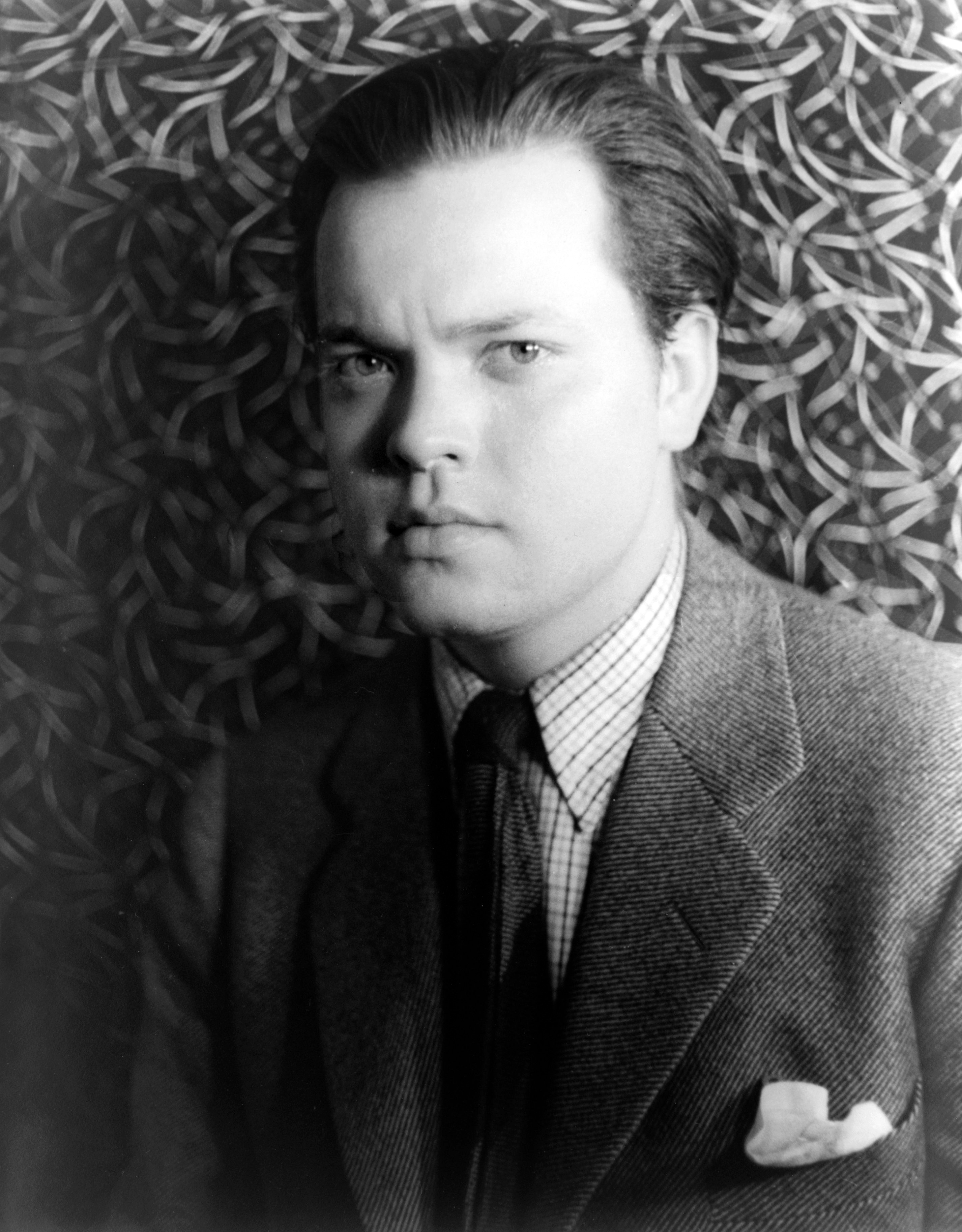
Orson Welles, 1937
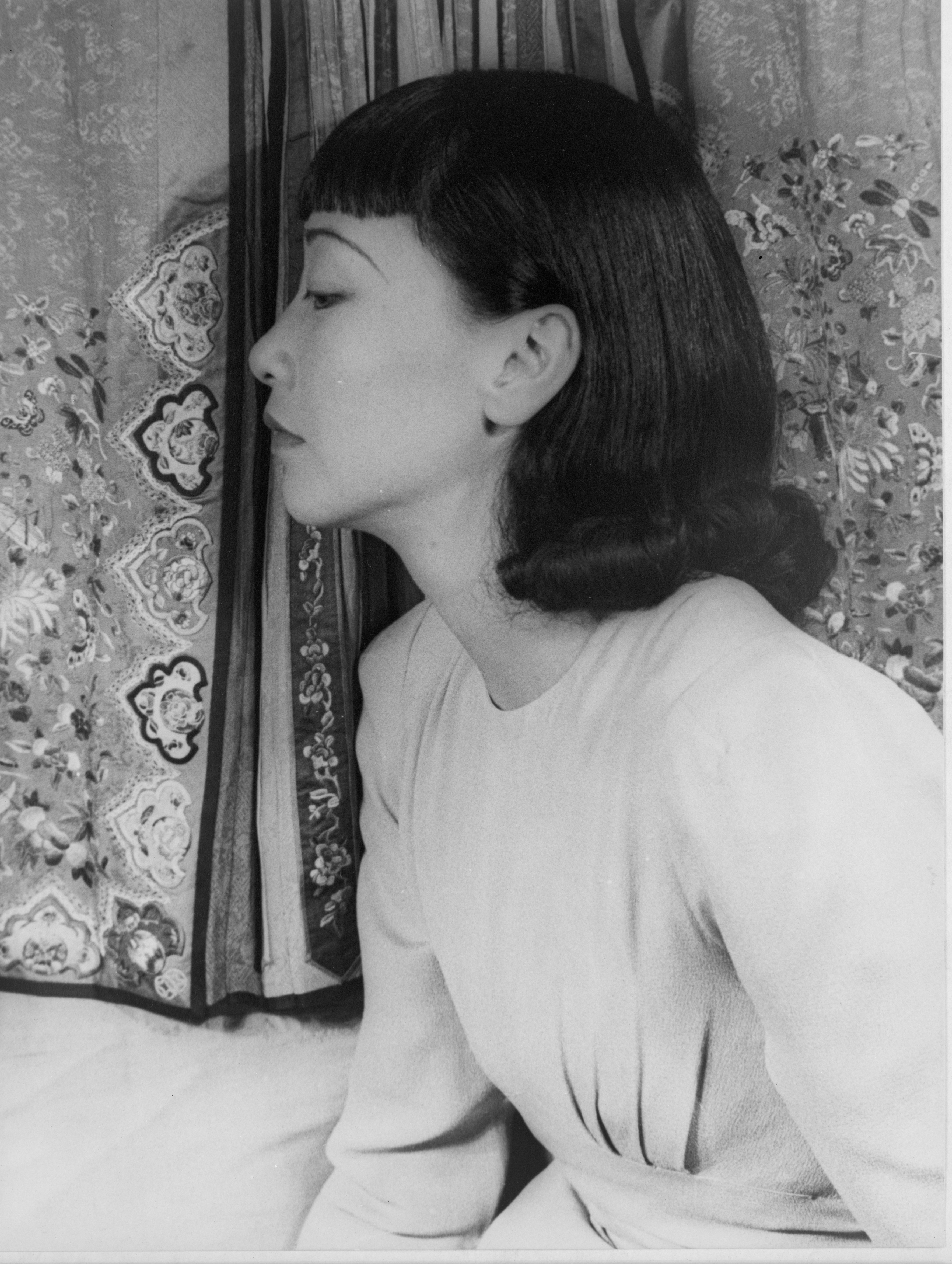
Anna May Wong, 1939

## Fordítás
- Ez a szócikk részben vagy egészben  a   Carl Van Vechten című angol Wikipédia-szócikk fordításán alapul.  Az eredeti cikk szerkesztőit annak laptörténete sorolja fel. Ez a jelzés csupán a megfogalmazás eredetét és a szerzői jogokat jelzi, nem szolgál a cikkben szereplő információk forrásmegjelöléseként.